# کلاودیا زویرس
کلاودیا زویرس (هلندی: Claudia Zwiers؛ زادهٔ ۲۳ نوامبر ۱۹۷۳) جودوکار اهل هلند بود.